# ФК «Ювентус» у сезоні 1934—1935
ФК «Ювентус» у сезоні 1934—1935 — сезон італійського футбольного клубу «Ювентус».

## Склад команди
| № | Поз. | Нац.   | Гравець             |
| - | ---- | ------ | ------------------- |
|   | ВР   | Італія | Аттіліо Булгері     |
|   | ВР   | Італія | Чезаре Валінассо    |
|   | ВР   | Італія | Еугеніо Стаккіоне   |
|   | ЗХ   | Італія | Умберто Калігаріс   |
|   | ЗХ   | Італія | Вірджиніо Розетта   |
|   | ЗХ   | Італія | Альфредо Фоні       |
|   | ПЗ   | Італія | Луїджі Бертоліні    |
|   | ПЗ   | Італія | Маріо Варльєн       |
|   | ПЗ   | Італія | Маріо Джента        |
|   | ПЗ   | Італія | Теобальдо Депетріні |
|   | ПЗ   | Італія | Луїс Монті          |

| № | Поз. | Нац.   | Гравець           |
| - | ---- | ------ | ----------------- |
|   | ПЗ   | Італія | Лучіано Рамелла   |
|   | НП   | Італія | Феліче Борель     |
|   | НП   | Італія | Джованні Варльєн  |
|   | НП   | Італія | Гульєльмо Габетто |
|   | НП   | Італія | Армандо Дієна     |
|   | НП   | Італія | Ліно Касон        |
|   | НП   | Італія | Раймундо Орсі     |
|   | НП   | Італія | П'єтро Серантоні  |
|   | НП   | Італія | Альберто Тіберті  |
|   | НП   | Італія | Джованні Феррарі  |
|   | НП   | Італія | Ренато Чезаріні   |

## Чемпіонат Італії

### Підсумкова турнірна таблиця
|                                          |     | Турнірна таблиця 1934—1935 | О  | І  | В  | Н  | П  | М+ | М- |
| ---------------------------------------- | --- | -------------------------- | -- | -- | -- | -- | -- | -- | -- |
| Чемпіон Італії · Вийшов до Кубка Мітропи | 1.  | »Ювентус"                  | 44 | 30 | 18 | 8  | 4  | 45 | 22 |
| Вийшов до Кубка Мітропи                  | 2.  | «Амброзіана-Інтер»         | 42 | 30 | 15 | 12 | 3  | 58 | 24 |
| Вийшов до Кубка Мітропи                  | 3.  | «Фіорентіна»               | 39 | 30 | 15 | 9  | 6  | 39 | 23 |
| Вийшов до Кубка Мітропи                  | 4.  | «Рома»                     | 35 | 30 | 14 | 7  | 9  | 63 | 38 |
|                                          | 5.  | «Лаціо»                    | 32 | 30 | 13 | 6  | 11 | 55 | 46 |
|                                          | 6.  | «Болонья»                  | 30 | 30 | 11 | 8  | 11 | 46 | 34 |
|                                          | 7.  | «Наполі»                   | 29 | 30 | 10 | 9  | 11 | 39 | 38 |
|                                          | 8.  | «Алессандрія»              | 29 | 30 | 12 | 5  | 13 | 44 | 48 |
|                                          | 9.  | «Палермо»                  | 29 | 30 | 9  | 11 | 10 | 27 | 34 |
|                                          | 10. | «Мілан»                    | 27 | 30 | 8  | 11 | 11 | 36 | 38 |
|                                          | 11. | «Трієстина»                | 27 | 30 | 11 | 5  | 14 | 33 | 44 |
|                                          | 12. | «Брешія»                   | 27 | 30 | 10 | 7  | 13 | 29 | 45 |
|                                          | 13. | «Самп'єрдаренезе»          | 26 | 30 | 9  | 8  | 13 | 29 | 42 |
|                                          | 14. | «Торіно»                   | 25 | 30 | 8  | 9  | 13 | 37 | 45 |
| Вибув до Серії B                         | 15. | «Ліворно»                  | 24 | 30 | 8  | 8  | 14 | 28 | 54 |
| Вибув до Серії B                         | 16. | »Про Верчеллі"             | 15 | 30 | 5  | 5  | 20 | 21 | 54 |

### Чемпіони
Склад переможців турніру:

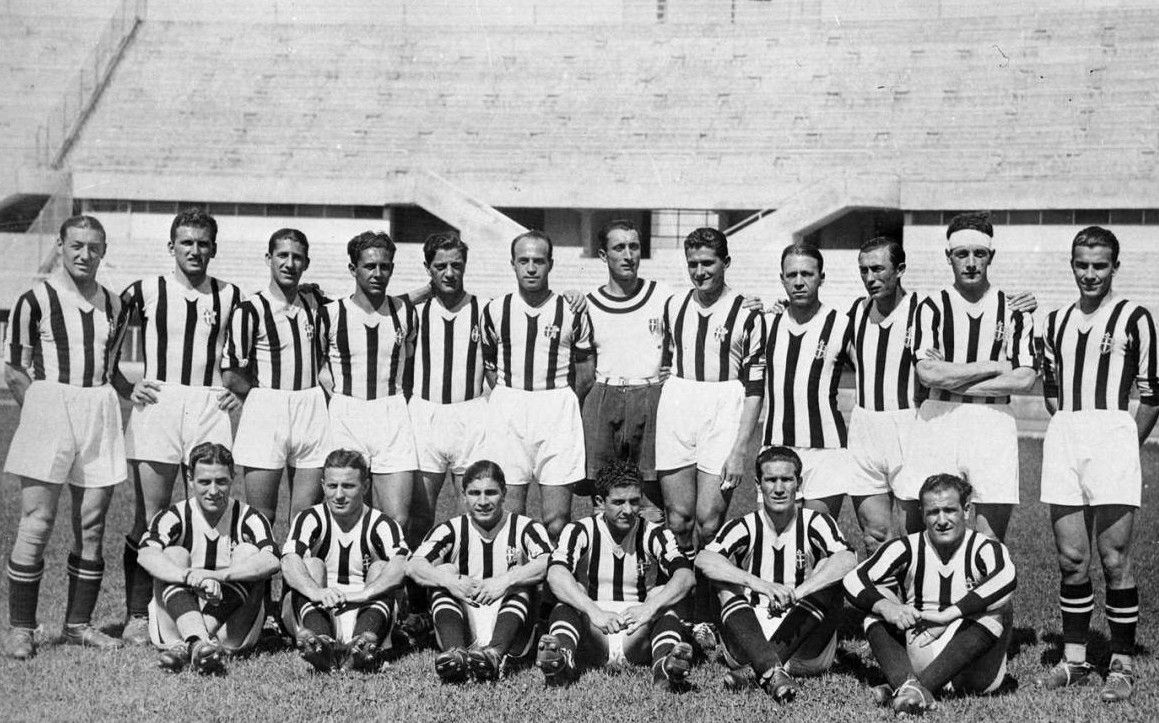
Чемпіонський склад «Ювентуса»

| Воротар: Чезаре Валінассо (30). Захисники: Умберто Калігаріс (11), Альфредо Фоні (27), Вірджиніо Розетта (22). Півзахисники: Луїджі Бертоліні (26, 2), Луїс Монті (20, 2), Маріо Варльєн (28), Теобальдо Депетріні (14, 1), Армандо Дієна (9, 1), Альберто Тіберті (2). Нападники: Феліче Борель (29, 14), Джованні Феррарі (26, 7), Ренато Чезаріні (25, 5), Раймундо Орсі (21, 4), Джованні Варльєн (16, 5), П'єтро Серантоні (15, 5), Гульєльмо Габетто (6), Ліно Касон (1). Тренери: Карло Каркано (1—8 тури), Карло Бігатто і Бенедетто Гола (9—30 тури). |

## Кубок Мітропи
| 1/8 перший матч 17 червня 1934 | Ювентус                                 | 4:2        | Тепліцер                  | Турин                                                          |  |
| 16:00 CET | Борель 29' Чезаріні 38' 42' Феррарі 58' | (протокол) | Габерштро 6' Мілльнер 52' | Стадіон: Беніто Муссоліні Глядачі: 11 000 Суддя: Міхай Іванчич |  |
| Ювентус: Джанп'єро Комбі (к), Вірджиніо Розетта, Умберто Калігаріс, Джованні Варльєн, Маріо Варльєн, Луїджі Бертоліні, Педро Сернаджотто, Ренато Чезаріні, Феліче Борель, Джованні Феррарі, Раймундо Орсі, тренер Карло Каркано Тепліцер: Честмір Патцель, Генріх Шепке, Вільгельм Нагловський, Франц Кованц, Мартін Ватцата, Віллі Мізера, Карл Габерштро, Єне Рот, Томаш Порубський (к), Йозеф Мілльнер, Рудольф Цозель |                                         |            |                           |                                                                |  |

| 1/8 другий матч 24 червня 1934 | Тепліцер | 0:1 (2:5 заг.) | Ювентус         | Тепліце                                                         |  |
| 18:20 CET |          | (протокол)     | Дж. Варльєн 15' | Стадіон: Ейхвальденштрассе Глядачі: 12 000 Суддя: Алоїз Беранек |  |
| Тепліцер: Честмір Патцель, Генріх Шепке, Вільгельм Нагловський, Віллі Мізера, Мартін Ватцата, Ервін Ковач, Карл Габерштро, Єне Рот, Томаш Порубський (к), Йозеф Мілльнер, Рудольф Цозель Ювентус: Джанп'єро Комбі (к), Вірджиніо Розетта, Умберто Калігаріс, Маріо Варльєн, Луїс Монті, Луїджі Бертоліні, Джованні Варльєн, Ренато Чезаріні, Феліче Борель, Джованні Феррарі, Раймундо Орсі, тренер Карло Каркано |          |                |                 |                                                                 |  |

| 1/4 перший матч 1 липня 1934 | Уйпешт   | 1:3        | Ювентус                    | Будапешт                                                     |  |
| 18:00 CET | Сабо 44' | (протокол) | Феррарі 15' Борель 74' 78' | Стадіон: "Медьєрі ут" Глядачі: 18 000 Суддя: Богумил Женишек |  |
| Уйпешт: Дьордь Горі, Дьюла Футо, Ласло Штернберг, Дьюла Шереш, Дьордь Сюч, Анталь Салаї, Іштван Тамашші, Ференц Пустаї, Геза Кочиш, Габор Кишш, Габор Сабо (к), тренер Іштван Тот Ювентус: Джанп'єро Комбі (к), Вірджиніо Розетта, Умберто Калігаріс, Маріо Варльєн, Луїс Монті, Ренато Чезаріні, Джованні Варльєн, П'єтро Серантоні, Феліче Борель, Джованні Феррарі, Раймундо Орсі, тренер Карло Каркано |          |            |                            |                                                              |  |

| 1/4 другий матч 8 липня 1934 | Ювентус    | 1:1 (4:2 заг.) | Уйпешт   | Турин                                                       |  |
| 17:00 CET | Борель 53' | (протокол)     | Кочиш 3' | Стадіон: Беніто Муссоліні Глядачі: 12 000 Суддя: Адольф Міс |  |
| Ювентус: Джанп'єро Комбі (к), Вірджиніо Розетта, Умберто Калігаріс, Маріо Варльєн, Луїс Монті, Луїджі Бертоліні, Педро Сернаджотто, П'єтро Серантоні, Феліче Борель, Джованні Феррарі, Раймундо Орсі, тренер Карло Каркано Уйпешт: Дьордь Горі, Дьюла Футо, Ласло Штернберг, Дьюла Шереш, Дьордь Сюч, Анталь Салаї, Іштван Тамашші, Ференц Пустаї, Паль Явор, Геза Кочиш, Габор Сабо (к), тренер Іштван Тот |            |                |          |                                                             |  |

| 1/2 перший матч 25 липня 1934 | Адміра (Відень)                               | 3:1        | Ювентус  | Відень                                                    |  |
| 18:00 CET | Адольф Фогль 13' Гуменбергер 47' Ганеманн 48' | (протокол) | Орсі 85' | Стадіон: Пратерштадіон Глядачі: 16 000 Суддя: Ференц Клуг |  |
| Адміра: Петер Пляцер, Роберт Павлічек, Антон Янда, Йоганн Урбанек, Карл Гуменбергер, Йозеф Міршицка, Ігнац Зігль (к), Карл Дурспект, Карл Штойбер, Вільгельм Ганеманн, Адольф Фогль, тренер Йоганн Сколаут Ювентус: Джанп'єро Комбі (к), Дуїліо Сантагостіно, Умберто Калігаріс, Ренато Чезаріні, Маріо Варльєн, Луїджі Бертоліні, Джованні Варльєн, П'єтро Серантоні, Феліче Борель, Джованні Феррарі, Раймундо Орсі, тренер Карло Каркано - на 81-й хвилині Фогль не забив пенальті — відбив воротар Комбі |                                               |            |          |                                                           |  |

| 1/2 другий матч 29 липня 1934 | Ювентус             | 2:1 (3:4 заг.) | Адміра (Відень) | Генуя                                                       |  |
| 16:30 CET | Борель 20' Орсі 32' | (протокол)     | Фогль 43'       | Стадіон: Дель Літторіо Глядачі: 16 000 Суддя: Міхай Іванчич |  |
| Ювентус: Джанп'єро Комбі (к), Дуїліо Сантагостіно, Умберто Калігаріс, Луїджі Бертоліні, Луїс Монті, Маріо Варльєн, Джованні Варльєн, П'єтро Серантоні, Феліче Борель, Джованні Феррарі, Раймундо Орсі, тренер Карло Каркано Адміра: Петер Пляцер, Роберт Павлічек, Антон Янда, Йоганн Урбанек, Карл Гуменбергер, Йозеф Міршицка, Ігнац Зігль (к), Карл Дурспект, Карл Штойбер, Вільгельм Ганеманн, Адольф Фогль, тренер Йоганн Сколаут |                     |                |                 |                                                             |  |

## Товариські матчі
- 09.09.1934, «Про Верчеллі» — «Ювентус» — 0:2 (Товариський кубок)
- 16.09.1934, «Амброзіана-Інтер» — «Ювентус» — 3:4 (Кубок Джузеппе Каймі)
- 20.09.1934, «Кастеджо» — «Ювентус» — 0:13
- 23.09.1934, «Дженоа» — «Ювентус» — 1:2
- 10.01.1935, «Мессіна» — «Ювентус» — 2:5
- 05.03.1935, Збірна Парижу — «Ювентус» — 3:3
- 10.06.1935, «Грассгоппер» — «Ювентус» — 1:2